# Абышев, Азад Зияд оглу
Аза́д Зия́д оглу́ Абы́шев (род. 15 мая 1935) — российский химик азербайджанского происхождения, доктор химических наук, профессор. Заслуженный деятель науки Российской Федерации (2007).

## Биография
Родился в деревне Грибоедовка Билясуварского района.
В 1946—1956 годы учился в школе имени Низами Пушкинского района, после окончания которой поступил в Азербайджанский государственный медицинский институт на фармацевтический факультет, который окончил с отличием.
В 1963 году поступил в аспирантуру при лаборатории химии растений Ботанического института имени В. Л. Комарова АН СССР (Ленинград); одновременно учился на химическом факультете Ленинградского университета имени А. А. Жданова (1963—1965).
В 1987—2000 годы — профессор кафедры биохимии с курсом биоорганической химии Санкт-Петербургской государственной медицинской академии имени И. И. Мечникова. С 2007 года преподаёт фармацевтическую химию в СПХФА. Им составлены специальные лекции по биологически активным гетероциклическим соединениям, которые в течение многих лет он читал студентам, аспирантам и ординаторам на русском и английском языках.

### Семья
Отец — Зияд Муса-Рза оглу (1910—1981), мать — Гамар Гейдар гызы (1914—2003); были родом из горного района Кара-Казымлы, который находился недалеко от границы с Ираном.
Жена — Севда Эмин гызы Абышева. На протяжении многих лет была передовым специалистом фармацевтической индустрии. Но даже на пенсии она не прекращает работать и успешно продолжает трудовую деятельность на базе "МЕНТОР КЛИНИК", основанной старшим сыном.
Дети:
- сын Рашад Абышев (р. 1978) — окончил лечебный факультет медицинского университета им. И. И. Мечникова (ранее Академия), к. м. н. После многих лет возглавления отделений в государственных  мед. учреждениях, основал и возглавил медицинский центр "МЕНТОР КЛИНИК".
- старшая дочь Севиндж Абышева (р. 1980) —окончила лечебный факультет медицинского университета им. И. И. Мечникова (ранее Академия). Много лет трудового стажа посвятила успешному топ-менеджменту в фитнес индустрии. В 2019г вернулась в медицину, и трудится врачом-физиотерапевтом и ЛФК
- младшая дочь Севиль Абышева (р. 1986) — окончила медико-профилактический факультет медицинского университета им. И. И. Мечникова (ранее Академия). Поступила на государственную службу в Роспотребнадзор. После 7 лет успешной гос. службы, возглавила группу компаний в сфере охраны труда и судебной экспертизы (первый зам. директора). В 2024г основала BrainstormConsulting, и стала наставником для начинающих  и опытных предпринимателей. В компании объединились специалисты разных профилей, которые помогают предпринимателям систематизировать бизнес, решить юридические и кадровые вопросы. А также, вопросы соблюдения санитарно-эпидемиологического и трудового законодательства.

## Научная деятельность
В 1978 году (в ЛГУ, в 1984 — в ИОХ, Москва) — защитил докторскую диссертацию по специальностям «биоорганическая химия», «химия природных и физиологически активных веществ» и «органическая химия (тонкий органический синтез)». Старший научный сотрудник (1979); профессор (1991).
Основные направления исследований — создание новых лекарственных препаратов сердечно-сосудистого, иммуномодулирующего и противовирусного действия. Им впервые разработано новое научное направление в области синтетических антигенов (иммуномодуляторов и их конъюгированных антигенов) и антагонистов ионов кальция, запатентованных в России и за рубежом. В исследованиях под его руководством впервые обнаружены соединения (обтусифол, декурсинол, диуманкал и их аналоги), обладающие свойствами антагонистов ионов кальция нового поколения, активно влияющих на проводимость потенциал-зависимых кальциевых каналов не только L-типа, широко представленных в мышцах сердца и сосудов, но и N- и T-типа, наиболее широко распространённых в центральной нервной системе и ганглиях.
Член Европейского общества по химиотерапии (1992), действительный член Нью-Йоркской академии наук (1994) в области химии и технологии лекарственных средств и биохимии гетероциклических соединений.
Автор более 260 научных статей и тезисов докладов, в том числе:
- 7 монографий,
- 17 авторских свидетельств СССР,
- 10 патентов России,
- 3 патента Италии.

### Избранные труды
- Абышев А. З. Диуманкал высокоэффективный антагонист ионов кальция для лечения ишемической болезни сердца. — СПб.: Barcodes Prodaction Ltd, 1997.
- Абышев А. З., Семёнов Е. В., Мельников К. Н. и др. Анкардин (диуманкал) — антагонист ионов кальция нового поколения. — СПб.: Правда, 2002.
- Абышев А. З., Агаев Э. М., Семёнов Е. В. Антагонисты ионов кальция нового поколения. — Баку: АМУ, 2003.
- Абышев А. З., Агаев Э. М., Керимов Ю. Б. Химия и фармакология природных кумаринов. — Баку: Caspian Supplies, 2003.
- Abyshev A.Z., Agayev E.M., Abdulla-zade A.A. et al. The development of new cardiovascular, immunomodulating and antiviral drugs. — Baku: Uni-print, 2004.

## Награды
- Медаль «50 лет Победы советского народа в Великой Отечественной войне 1941—1945 гг.» (1995)
- Медаль «В память 300-летия Санкт-Петербурга» (2003)
- Медаль ФНПР «100 лет профсоюзам России» (2005)
- почётное звание «Заслуженный деятель науки Российской Федерации» (2007).

## Комментарии
1. ↑  Деревня Грибоедовка не сохранилась; ныне её территория входит в состав Билясувара, Азербайджан.
2. ↑  Наименование Билясуварского района в 1938—1991 годы.